# جوانیس آبرامیدیس
جوانیس آبرامیدیس (یونانی: Iωάννης Aβραμίδης؛ ۲۳ سپتامبر ۱۹۲۲ – ۱۶ ژانویهٔ ۲۰۱۶) مجسمه‌ساز، استاد، و نقاش اهل اتریش بود.